# التا سیستمز
التا سیستمز (انگلیسی: Elta Systems) شرکت صنایع جنگ‌افزاری اسرائیلی است، که در سال ۱۹۶۷ تأسیس شد. هم‌اکنون شرکت صنایع هوافضای اسرائیل مالکیت این شرکت را در اختیار دارد.